# ゲルマニア (小惑星)
ゲルマニア (241 Germania) は、小惑星帯に位置するかなり大きな小惑星の一つ。C型小惑星に分類される。
1884年9月12日にドイツの天文学者、ロベルト・ルターがデュッセルドルフで発見し、ドイツのラテン語名にちなんで命名された。